# Seznam mytických králů Élidy

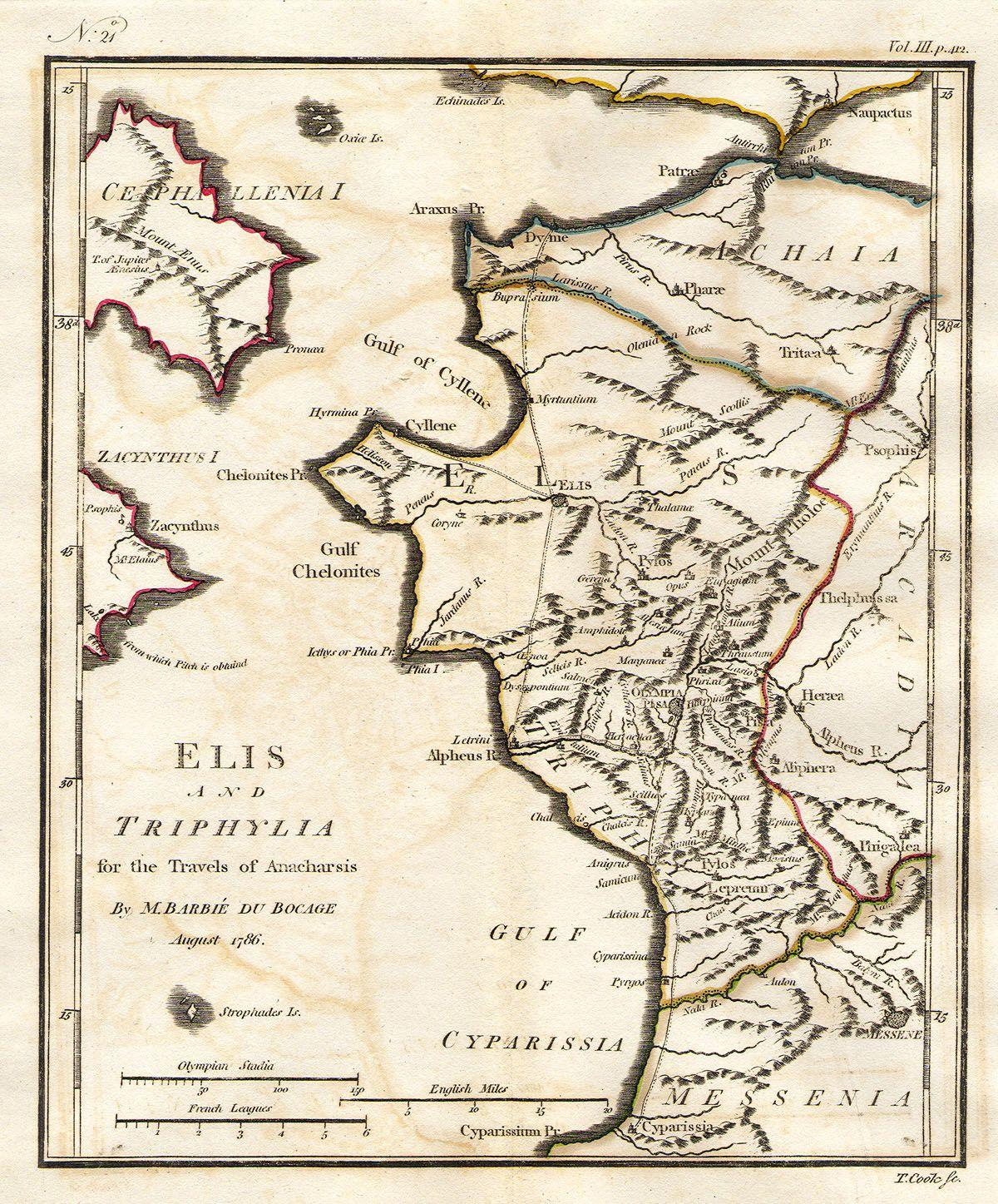
Mapa starověké Élidy geografa Jeana-Denise Barbié du Bocage z roku 1786. Toto království bylo domovem původních olympijských her, založených v roce 776 před Kr.

Staré řecké báje říkají, že prvním králem Élidy byl Aethlios, syn nejvyššího boha Dia (nebo Aiola) a Prótogeneie, dcery Deukalióna. Jeho nástupcem se stal syn Endymión. Po něm vládl Épeios, jehož jménem pak lid nazval svou zemi. Elida (Elisa) dostala své jméno za vlády Éleia, syna Epeiovy sestry Eurykydé a boha Poseidóna. Po Éleiovi vládlo v Élidě ještě několik místních králů, dokud Peloponés nedobyli Dórové vedení Heráklovci.
Podle mýtů si Heráklovci Élidu podmanili dvě generace po trojské válce. Antický autor Apollodoros z Atén uvádí, že v době, kdy se Dórové s Heráklovci chystali na poslední pokus dobýt Peloponés, potkal Oxyla při putování jeden z jejich vůdců Temenos, jemuž věštba doporučila, aby si za vůdce zvolili trojokého a zajistili si tak úspěch vojenské výpravy. Jelikož Oxylos putoval krajinou na koni (nebo oslu), který měl jedno oko, Temenos usoudil, že se věštba vztahuje na něj a proto ho přesvědčil, aby se k nim přidal.
Po úspěchu vojenské výpravy ho za podporu zvolili za krále Élidy. Jakmile se Oxylos stal králem, uspořádal v Olympii hry, které tam kdysi založil Herakles (nebo Pelops) a znovu je vrátil do povědomí lidí. Hry v Olympii se však po smrti Oxyla pro rozbroje v Řecku opět nekonaly. Obnovil je až jeho potomek, élidský král Ifitos.
Oxylos se oženil s Pieriou a měl s ní dva syny, Aitóla a Laia. Aitólos, který zemřel mladý, rodiče pohřbili nedaleko Olympie a jejich druhý syn Laias se stal dědicem trůnu.
Následující seznam uvádí jména králů Élidy, chronologicky seřazených tak, jak je zaznamenaly řecké mýty.
| Období vlády (letopočty jsou fiktivní) | Jméno panovníka                | poznámky |
| -------------------------------------- | ------------------------------ | --- |
|                                        | Aethlios                       | syn nejvyššího boha Dia (nebo Aiola) |
|                                        | Endymion                       | syn Aethlia (nebo boha Dia) |
|                                        | Épeiose                        | syn Endymion, s Anaxirhoé měl dceru Hyrminu |
|                                        | Aitólos                        | bratr Épeia, pro neúmyslnou vraždu se musel vzdát trůnu |
|                                        | Éleios                         | syn Epeiovej sestry Eurykydy a boha Poseidona. |
|                                        | Auge                           | syn Éleia (podle jiné verze syn boha Hélia) |
|                                        | Fyleus                         | syn Auge |
|                                        | Aktor                          | bratr Auge |
| Cca 1200 před Kr.                      | Agasthenes Amfimachos Thalpios | Agasthenes byl syn Auge, Amfimachos, syn Kteata a Thalpios syn Euryta, vládli společně.                                                                                   |
|                                        | Polyxenos                      | syn Agasthena |
|                                        | Amfimachos II.                 | Syn Polyxena |
|                                        | Éleios II.                     | Syn Amfimacha |
|                                        | Oxylos                         | syn Haimón, syna Thoanta. (nebo podle jiné verze syn Andraimóna) |
|                                        | Laias                          | syn Oxyla a Pierie |
| Cca 800 před Kr.                       | Ifitos                         | Ifitos byl v mýtech obnovitel olympijských her založených Heraklem (nebo Pelopa). Rok jejich založení, 776 před Kr. Se stal výchozím rokem starověkého řeckého kalendáře. |

V Élidě mezi svahy Kronova vrchu a meandru řeky Alfeios, na místě zvaném Olympia, se pak prostřednictvím sportovních slavností upevňovalo vědomí sounáležitosti Řeků. Olympiáda se tak stala největší kulturní a společenskou událostí celého řeckého světa. Co se však týče jejich obnovitele krále Ifita, je stejně zahalen do polomytické mlhy jako jeho údajný současník spartský zákonodárce Lykúrgos.